# Oliver Mark
Oliver Mark (n. 20 februarie 1963, Gelsenkirchen, Germania) este un fotograf și artist plastic german, cunoscut mai ales prin portretele personalităților internaționale pe care le-a realizat.

## Viața
Oliver Mark și-a descoperit entuziasmul pentru fotografie la 9 ani, când a primit premiul I la un concurs de pictură, premiu care a constat într-o excursie la jocurile olimpice din München. Cu această ocazie, tatăl său i-a dăruit primul lui aparat de fotografiat. Primele lui fotografii l-au fascinat prin faptul că erau complet diferite de cele pe care le știa din revistele pe care le cunoștea până atunci. După formarea sa profesională ca fotograf, a lucrat mai întâi în fotografia de modă, printre altele la studiourile Burda din Offenburg. Din 1991 este activ ca fotograf independent. Ca student-oaspete a frecventat la Universitatea de Arte Berlin, seminarele artistei Katharina Sieverding, care este cunoscută mai cu seamă pentru fotografiile ei de format mare (Visual Culture). 
Oliver Mark are doi fii și trăiește actualmente în Berlin.

## Lucrări fotografice

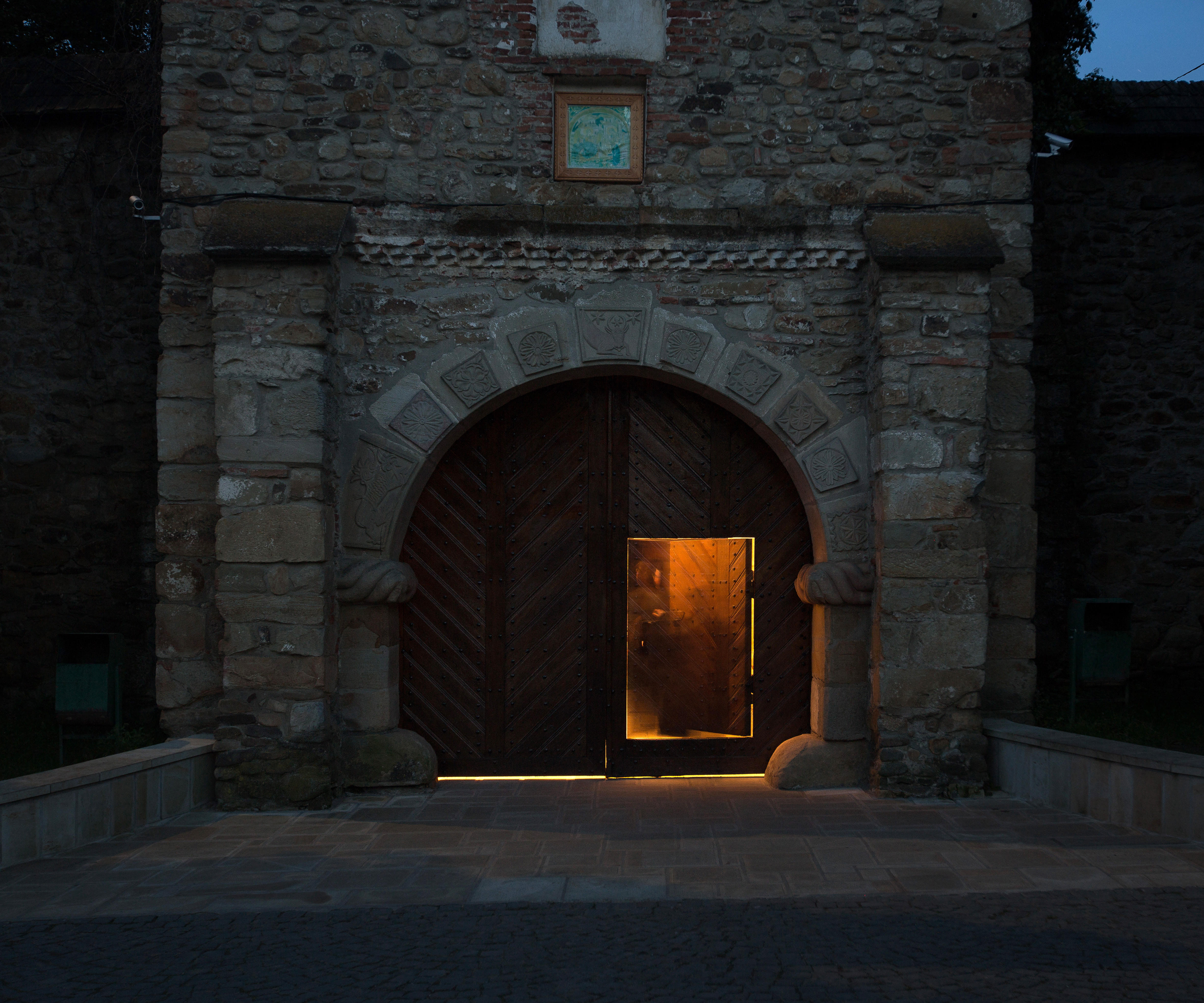
O imagine a colecției Bucovina – Mănăstirile trăiesc, 2018. Colecția Muzeului Bucovinei

Începând din anii 1990 a fotografiat deseori personalități proeminente. A devenit cunoscut prin portretele lui Anthony Hopkins și Jerry Lewis. Au urmat alte personalități importante, precum Angela Merkel, Papa Benedikt al XVI-lea și Joachim Gauck, dar și staruri cinematografice ca Ben Kingsley, Cate Blanchett și Tom Hanks. Interesul său personal se îndreaptă către artiștii și actorii contemporani și sfera lor de creație. Oliver Mark a stabilit un contact strâns cu artiștii consacrați, dar și cu mulți artiști tineri, pe care îi portretizează în aria preocupărilor lor.

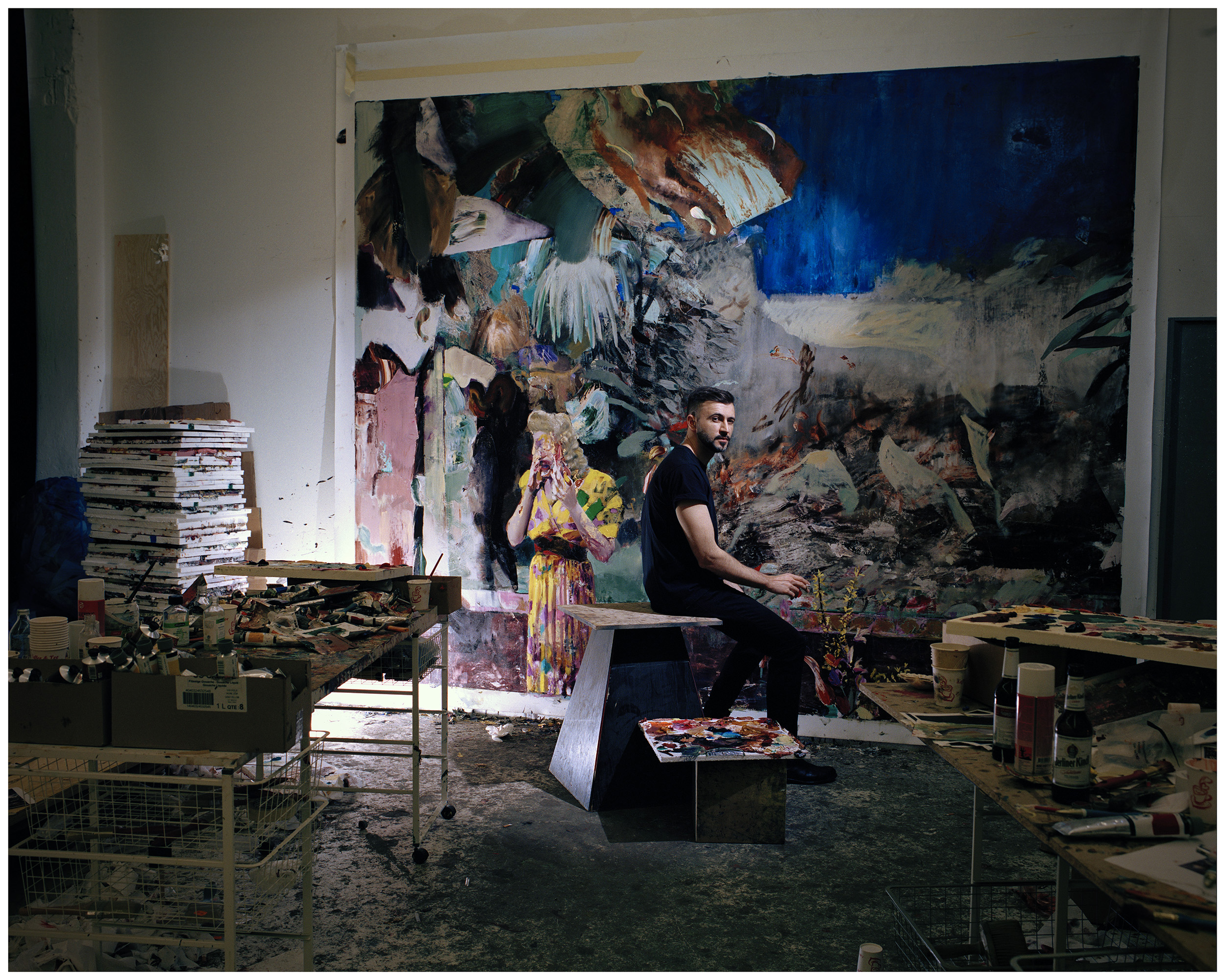
Portretul lui Adrian Ghenie de Oliver Mark, Berlin 2014. Colecția Muzeului Bucovinei

În afară de aparatul său Spiegelreflex, își folosește deseori și vechiul Polaroid 680. Din aceste instantanee reiese imediat apropierea și fidelitatea lui față de cei portretizați.
A lucrat printre altele pentru revistele Architectural Digest, Rolling Stone, Der Spiegel, Süddeutsche Zeitung Magazin, Stern, Time, Vogue, Vanity Fair și Die Zeit.  
În anul 2013, una din fotografiile sale a fost premiată la National Portrait Gallery din Londra. În 2014, Oliver Mark a editat o revistă proprie Oliver – Nutte Künstler Fotograf. Die ganze Wahrheit über Oliver Mark [Oliver – artist fotograf promiscuu. Întregul adevăr despre Oliver Mark].

### Colecții
Lucrări de Oliver Mark se găsesc în colecțiile Muzeului National din Liechtenstein, ale Colecției de Artă din Chemnitz, ale Colecția de artă Würth, ale Muzeului Bucovinei din Suceava, ale Institutului Goethe din Dublin, ca și în colecții particulare.

### Colaborări
Din 2017, Oliver Mark lucrează în colaborare cu Christian Hoischen.
Fiecare numește munca celuilalt mai întâi de toate inacceptabilă. Activitatea comună Hoischen & Mark este caracterizată prin critică și corectare, nimicind și cea mai mică certitudine până când rămâne numai un morman de materie comună, apoi se reîncheagă, dar ca fisură, oferind un scurt moment de privire în abis. Mântuire există numai prin ironie.
Mireasa din Kill Bill, vol. 2, spune: „Cei ce aveți norocul să mai fiți în viață, puteți să plecați! Dar membrele tăiate rămân aici!”

## Expoziții
În expoziția Natura Morta, care a fost prezentată în două ediții – la Galeria de Pictură a Academiei de Artă Plastică și la Muzeul de Istorie Naturală din Viena – se dedică chestiunilor legate de comportamentul omului față de natură și de mediul înconjurător, în special față de regnul animal, dar și de estetica și frumusețea morții. Fotografiile lui Oliver Mark pe tema naturii moarte au fost realizate în 2015 la Biroul de Obiecte Confiscate al Serviciului Federal pentru Protecția Naturii din Bonn. Ideea a fost inspirată de obiectele confiscate la vamă: cranii de leopard, opere de artă din fildeș, articole din crocodil și broască țestoasă, porțiuni de animale sau plante protejate, trofee de vânătoare, fragmente de îmbrăcăminte din piele de șarpe, instrumente muzicale din lemn tropical prețios, amulete aduse din călătorii, precum și căluți de mare, corali, melci și scoici, toate luminate ca în tablourile vechilor maeștri – cu o rază de lumină naturală ce pătrunde printr-o mică deschidere – și pe fundaluri care să provoace interesul spectatorului. În Muzeul de Științe Naturale din Viena au fost așezate aceste în 3 grupe diferite alături de cele mai diverse exponate taxidermice, ilustrând astfel tema protecției speciilor într-un mod cât mai evident. Oliver Mark și-a prezentat fotografiile în rame istorice pe care le-a cumpărat la licita ții și din magazine de antichități. În Galeria de Picturi a Academiei de Artă Plastică s-au născut astfel corespondențe revelatoare pasionante între pictură și fotografie, între naturi moarte fotografiate sau pictate. Din colecția Galeriei de Pictură au fost alese naturi moarte și lucrări cu animale ale unor maeștri olandezi ca Willem van Aelst, Jan Weenix, sau ale descendenților lui Peter Paul Rubens.

### Expoziții Personale (Selecție)
- 2021: Museo, Kanya Kage Art Space Berlin
- 2020: Mâinile lui Jenny Holzer în Biserica Sf. Petru și Paul, Potsdam
- 2019/20: Bucovina – Mănăstirile trăiesc, Biserica Sf. Toma Aquino, Berlin
- 2019/20: Goldene Schuhe [Pantofi aurii] – Fotografii din colecția Muzeului de Stat din Liechtenstein de Oliver Mark
- 2019: No Show, Villa Dessauer - Museen der Stadt Bamberg[16]
- 2018: Bucovina – Mănăstirile trăiesc, Muzeul Bucovinei
- 2017: Natura Morta – Fotografien von Oliver Mark in Korrespondenz zu Stillleben-Gemälden der Sammlung, galeria de artă a Academiei de Artă Plastică din Viena[17]
- 2017: Natura Morta – Fotografien von Oliver Mark, Muzeul de Istorie Naturală din Viena[18]
- 2016/17: Natura Morta, Liechtenstein Muzeul Național, Vaduz[19]
- 2014: Oliver Mark – still...lesen, Goethe-Institut Irlanda, Dublin
- 2014: Aus den Trümmern kriecht das Leben – Portraits von Karl Otto Götz, Chemnitz colecții de artă[20]
- 2014: Märkische Adlige – eine Bilanz des Neuanfangs, Fürst-Pückler-Museum, Cottbus
- 2013/14: Außenseiter und Eingeweihter, Uno Art Space, Stuttgart[21]
- 2013: Außenseiter und Eingeweihter, pavlov's dog, Berlin[22]
- 2013: Oliver Marks Blick auf Liechtensteins Staatsfeiertag, Liechtenstein Muzeul național, Vaduz[23]
- 2013: Heimat verpflichtet, Kanzlei im Lübbenauer Schlossbezirk, Lübbenau[24]
- 2012/13: Heimat verpflichtet, Brandenburgische Landeszentrale für politische Bildung, Potsdam
- 2012: Shuteye, °CLAIR Gallery, München[25][26]
- 2011: Portraits, Neuer Pfaffenhofener Kunstverein, Pfaffenhofen a. d. Ilm[26]
- 2011: 7 Artists and 1 Nude, Galerie Gloria, Berlin[27]
- 2006: Portraits & Stills, Anna Augstein Fine Arts, Berlin[28]
- 2002/03: Portraits, Musée de la photographie, Mougins
- 2001: Photographien, Galerie Imago, Berlin
- 2000: Portraits und Memorabilien, Galerie Grauwert, Hamburg
- 1999: Portraits, Galerie 48, Saarbrücken

### Expoziții curatoriate de Oliver Mark
- 2018: Raum XVII [Sala XVII], Hala Wiesenburg, Berlin: Ca replică actuală la sala în care sunt expuse picturile maeștrilor italieni din secolele XVI-XVII la Gemäldegalerie Berlin și în care sunt prezentați 10 artiști și o artistă (Sofonisba Anguissola, n. cca 1531-32 Cremona – d. 1625 Palermo), Mark expune în Hala Wiesenburg 10 prezente artistice feminine și doar una masculină: Olivia Berckemeyer, Maria Brunner, Sabine Groß, Maria Brunner, Sabine Groß, Florin Kompatscher, Isa Melsheimer, Sonja Ofen, Hannah Regenberg, Sophia Schama, Sibylle Springer, Aaiko Tezuka și Michaela Zimmer
- 2017: Alles oder Immer [Tot sau mereu] – Schaufenster, Berlin: Alessandro Allori / cercul: Achim Bertenburg, Axel Geis, Andreas Golder / David Nicholson, Gregor Hildebrandt, Benedikt Hipp, Christian Hoischen, Heina/Lenz/Zizka, Michael Kunze, Wolfgang Lugmair, Via Lewandowsky, Ernie Luley Superstar, Christian Mackentanz, Monogrammist 16 Jh., Ulrik Möller, Daniel Mohr, Hannu Prinz, Sara Rahbar, Alexander von Schlieffen, Sybille Springer, Sador Weinschlucker și Marlon Wobst
- 2012: Der arge Weg der Erkentnis [Drumul dificil al percepției] – Gloria, Berlin  Stefania Batoeva, Alex Geis, Michal Heiman, Georg Hildebrandt, Benedikt Hipp, Christan Hoischen, Michael Kunze, Sara Rahbar, Norbert Schwontkowski și Philip Topolovac

## Publicații (selecție)

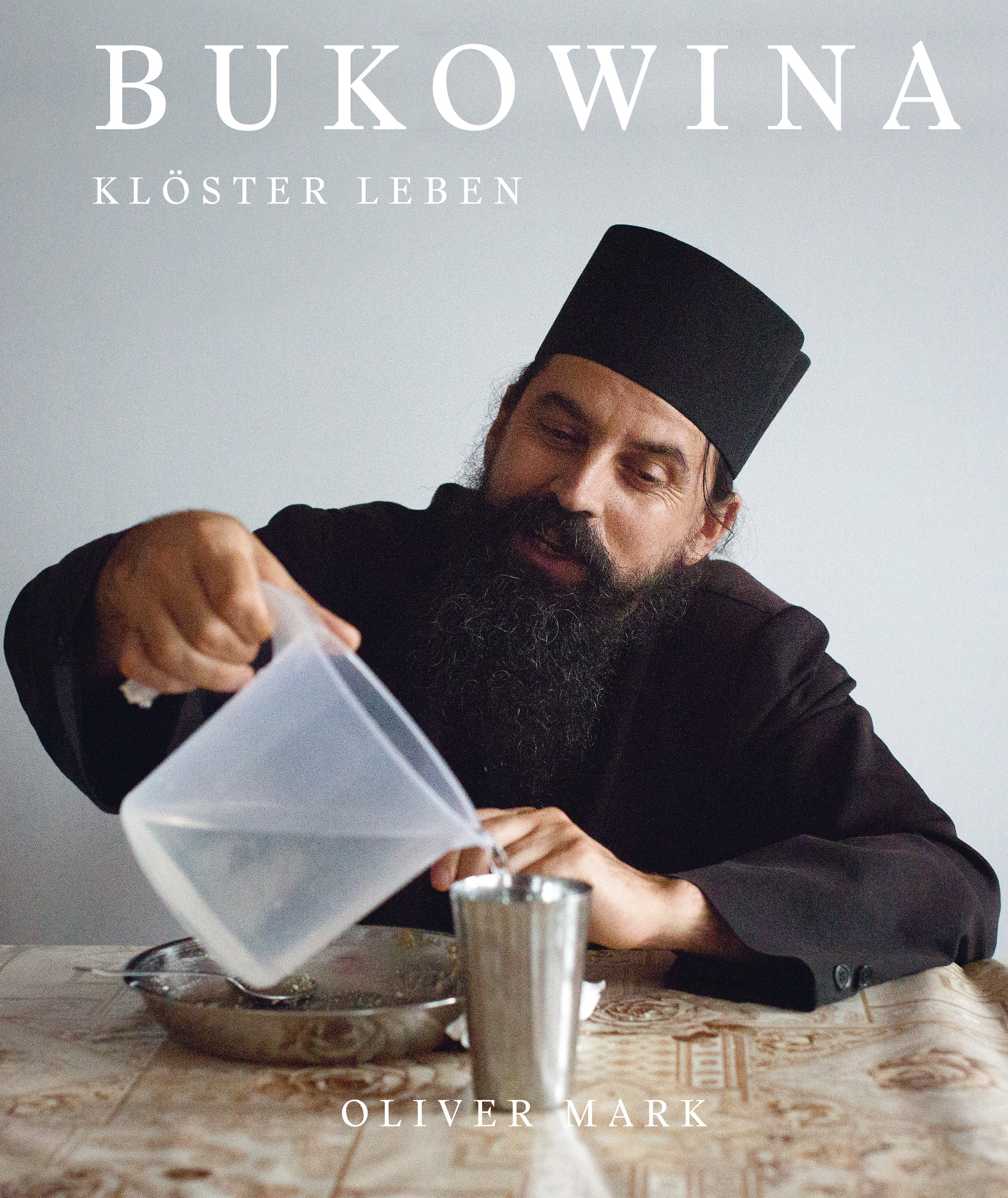
Coperta catalogului expozițional Bucovina - Mănăstirile trăiesc

- no show. Distanz Verlag, Berlin 2019, ISBN: 978-3-95476-281-1.[29]
- Bucovina – Mănăstirile trăiesc. Editura Karl A. Romstorfer, Suceava 2018, ISBN: 978-606-8698-29-8. 
(cu texte de Rainer Vollkommer, Constantin-Emil Ursu, Teodor Brădățanu)
- Natura Morta. Kehrer Verlag, Heidelberg 2016, ISBN: 978-3-86828-759-2.[30]
- Oliver – Nutte Künstler Fotograf. Die ganze Wahrheit über Oliver Mark. Grauel Publishing, Berlin 2014
- Aus den Trümmern kriecht das Leben. b.frank books, Zürich 2013, ISBN: 978-3-906217-00-0.[31]
- Oliver Mark, Außenseiter und Eingeweihter. Hatje Cantz Verlag, Berlin 2013, ISBN: 978-3-7757-3756-2.[32]
- Oliver Marks Blick auf Liechtensteins Staatsfeiertag. Alpenland Verlag, Schaan 2013, ISBN: 978-3-905437-34-8.[33]
- cu Martina Schellhorn: Heimat verpflichtet. Märkische Adlige – eine Bilanz nach 20 Jahren. Brandenburgische Landeszentrale für politische Bildung, Potsdam 2012, ISBN: 978-3-932502-60-6.[34]
- Portraits. Hatje Cantz Verlag, Berlin 2009, ISBN: 978-3-7757-2484-5.[35]